# Tazart
Tazart  (in arabo تزارت‎?) è un centro abitato e comune rurale del Marocco situato nella provincia di Al Haouz, regione di Marrakech-Safi. Conta una popolazione di 15 243 abitanti (censimento 2014).